# Khúc côn cầu trên cỏ tại Đại hội Thể thao châu Á 2018
Khúc côn cầu trên cỏ tại Đại hội Thể thao châu Á 2018 ở Jakarta và Palembang được tổ chức tại Sân khúc côn cầu GBK, Jakarta, Indonesia từ ngày 19 tháng 8 đến ngày 1 tháng 9 năm 2018. Tổng cộng có 12 đội tuyển nam và 10 đội tuyển nữ thi đấu ở giải đấu tương ứng.
Các giải đấu này là vòng loại cho Thế vận hội Mùa hè 2020.

## Lịch thi đấu
Tất cả các giờ đều là Giờ miền Tây Indonesia (UTC+07:00)
| SL | Vòng sơ loại | ½ | Bán kết | HCĐ | Tranh huy chương đồng | HCV | Tranh huy chương vàng |

| NgàyNội dung | CN 19/8 | Thứ 2 20/8 | Thứ 3 21/8 | Thứ 4 22/8 | Thứ 5 23/8 | Thứ 6 24/8 | Thứ 7 25/8 | CN 26/8 | Thứ 2 27/8 | Thứ 3 28/8 | Thứ 4 29/8 | Thứ 5 30/8 | Thứ 6 31/8 | Thứ 6 31/8 | Thứ 7 1/9 | Thứ 7 1/9 |
| ------------ | ------- | ---------- | ---------- | ---------- | ---------- | ---------- | ---------- | ------- | ---------- | ---------- | ---------- | ---------- | ---------- | ---------- | --------- | --------- |
| Nam          |         | SL         |            | SL         |            | SL         |            | SL      |            | SL         |            | ½          |            |            | HCĐ       | HCV       |
| Nữ           | SL      |            | SL         |            | SL         |            | SL         |         | SL         |            | ½          |            | HCĐ        | HCV        |           |           |

## Tóm tắt huy chương

### Bảng tổng sắp huy chương
| Hạng               | Đoàn               | Vàng | Bạc | Đồng | Tổng số |
| ------------------ | ------------------ | ---- | --- | ---- | ------- |
| 1                  | Nhật Bản (JPN)     | 2    | 0   | 0    | 2       |
| 2                  | Ấn Độ (IND)        | 0    | 1   | 1    | 2       |
| 3                  | Malaysia (MAS)     | 0    | 1   | 0    | 1       |
| 4                  | Trung Quốc (CHN)   | 0    | 0   | 1    | 1       |
| Tổng số (4 đơn vị) | Tổng số (4 đơn vị) | 2    | 2   | 2    | 6       |

### Danh sách huy chương
| Nội dung | Vàng | Bạc | Đồng |
| -------- | --- | --- | --- |
| Nam      | Nhật Bản · Koji Yamasaki · Genki Mitani · Seren Tanaka · Hiromasa Ochiai · Kazuma Murata · Suguru Hoshi · Kenta Tanaka · Kenji Kitazato · Manabu Yamashita · Kaito Tanaka · Kentaro Fukuda · Masaki Ohashi · Shota Yamada · Yusuke Takano · Hirotaka Zendana · Takashi Yoshikawa · Kota Watanabe · Yoshiki Kirishita | Malaysia · Marhan Jalil · Fitri Saari · Joel van Huizen · Faizal Saari · Syed Syafiq Syed Cholan · Sukri Mutalib · Firhan Ashaari · Amirul Aideed · Nabil Fiqri · Kumar Subramaniam · Razie Rahim · Faiz Helmi Jali · Azri Hassan · Meor Azuan Hassan · Tengku Ahmad Tajuddin · Nik Aiman Nik Rozemi · Shahril Saabah · Hairi Rahman | Ấn Độ · Harmanpreet Singh · Dilpreet Singh · Rupinder Pal Singh · Surender Kumar · Manpreet Singh · Sardara Singh · Simranjeet Singh · Mandeep Singh · Lalit Upadhyay · P. R. Sreejesh · Krishan Pathak · Varun Kumar · S. V. CNil · Birendra Lakra · Akashdeep Singh · Chinglensana Singh · Amit Rohidas · Vivek Prasad |
| Nữ       | Nhật Bản · Megumi Kageyama · Natsuki Naito · Akiko Ota · Emi Nishikori · Shihori Oikawa · Kimika Hoshi · Mayumi Ono · Yukari Mano · Akiko Kato · Hazuki Nagai · Minami Shimizu · Yuri Nagai · Aki Yamada · Maho Segawa · Yui Ishibashi · Mami Karino · Motomi Kawamura · Akio Tanaka                                 | Ấn Độ · Navjot Kaur · Gurjit Kaur · Deep Grace Ekka · Thứ 2ika Malik · Reena Khokhar · Nikki Pradhan · Savita Punia · Rajani Etimarpu · Vandana Katariya · Deepika Thakur · Udita · Namita Toppo · Lalremsiami · Navneet Kaur · CNita Lakra · Rani Rampal · Lilima Minz · Neha Goyal                                                 | Trung Quốc · Gu Bingfeng · Song Xiaoming · Li Jiaqi · Cui Qiuxia · Zhou Yu · Peng Yang · Liang Meiyu · Li Hong · Zhang Jinrong · Ou Zixia · Zhang Xiaoxue · He Jiangxin · Chen Yi · De Jiaojiao · Xi Xiayun · Chen Yi · Dan Wen · Ye Jiao                                                                                |

## Vòng loại

### Vòng loại Nam
| Giải đấu diễn ra vòng loại        | Ngày                             | Địa điểm | Số đội | Đội vượt qua vòng loại                                         |
| --------------------------------- | -------------------------------- | -------- | ------ | -------------------------------------------------------------- |
| Chủ nhà                           | 19 tháng 9 năm 2014              | Incheon  | 1      | Indonesia                                                      |
| Đại hội Thể thao châu Á 2014      | 20 tháng 9 – 2 tháng 10 năm 2014 | Incheon  | 5      | Ấn Độ · Pakistan · Hàn Quốc · Malaysia · Trung Quốc · Nhật Bản |
| Vòng loại Đại hội Thể thao châu Á | 8–17 tháng 3 năm 2018            | Muscat   | 4      | Oman · Bangladesh · Sri Lanka · Thái Lan · Đài Bắc Trung Hoa   |
| Tái phân bổ                       | —                                | —        | 2      | Kazakhstan · Hồng Kông                                         |
| Total                             | Total                            | Total    | 12     |                                                                |

### Vòng loại Nữ
| Giải đấu diễn ra vòng loại        | Ngày                             | Địa điểm | Số đội | Đội vượt qua vòng loại |
| --------------------------------- | -------------------------------- | -------- | ------ | ---------------------- |
| Nước chủ nhà                      | 19 tháng 9 năm 2014              | Jakarta  | 1      | Indonesia              |
| Đại hội Thể thao châu Á 2014      | 20 tháng 9 – 2 tháng 10 năm 2014 | Incheon  | 5      | Hàn Quốc               |
| Đại hội Thể thao châu Á 2014      | 20 tháng 9 – 2 tháng 10 năm 2014 | Incheon  | 5      | Trung Quốc             |
| Đại hội Thể thao châu Á 2014      | 20 tháng 9 – 2 tháng 10 năm 2014 | Incheon  | 5      | Ấn Độ                  |
| Đại hội Thể thao châu Á 2014      | 20 tháng 9 – 2 tháng 10 năm 2014 | Incheon  | 5      | Nhật Bản               |
| Đại hội Thể thao châu Á 2014      | 20 tháng 9 – 2 tháng 10 năm 2014 | Incheon  | 5      | Malaysia               |
| Vòng loại Đại hội Thể thao châu Á | 12–20 tháng 1 năm 2018           | Băng Cốc | 4      | Thái Lan               |
| Vòng loại Đại hội Thể thao châu Á | 12–20 tháng 1 năm 2018           | Băng Cốc | 4      | Hồng Kông              |
| Vòng loại Đại hội Thể thao châu Á | 12–20 tháng 1 năm 2018           | Băng Cốc | 4      | Đài Bắc Trung Hoa      |
| Vòng loại Đại hội Thể thao châu Á | 12–20 tháng 1 năm 2018           | Băng Cốc | 4      | Kazakhstan             |
| Total                             | Total                            | Total    | 10     |                        |

## Giải đấu Nam
Giải đấu bao gồm hai giai đoạn; vòng sơ loại, sau đó là vòng chung kết.

### Vòng sơ loại

#### Bảng A
| VT | Đội           | ST | T | H | B | ĐT | ĐB | HS  | Đ  | Giành quyền tham dự |
| -- | ------------- | -- | - | - | - | -- | -- | --- | -- | ------------------- |
| 1  | Ấn Độ         | 5  | 5 | 0 | 0 | 76 | 3  | +73 | 15 | Bán kết             |
| 2  | Nhật Bản      | 5  | 4 | 0 | 1 | 30 | 11 | +19 | 12 | Bán kết             |
| 3  | Hàn Quốc      | 5  | 3 | 0 | 2 | 39 | 8  | +31 | 9  | Trận tranh hạng 5   |
| 4  | Sri Lanka     | 5  | 2 | 0 | 3 | 7  | 41 | −34 | 6  | Trận tranh hạng 7   |
| 5  | Indonesia (H) | 5  | 1 | 0 | 4 | 5  | 40 | −35 | 3  | Trận tranh hạng 9   |
| 6  | Hồng Kông     | 5  | 0 | 0 | 5 | 3  | 57 | −54 | 0  | Trận tranh hạng 11  |

#### Bảng B
| VT | Đội        | ST | T | H | B | ĐT | ĐB | HS  | Đ  | Giành quyền tham dự |
| -- | ---------- | -- | - | - | - | -- | -- | --- | -- | ------------------- |
| 1  | Pakistan   | 5  | 5 | 0 | 0 | 45 | 1  | +44 | 15 | Bán kết             |
| 2  | Malaysia   | 5  | 4 | 0 | 1 | 41 | 6  | +35 | 12 | Bán kết             |
| 3  | Bangladesh | 5  | 3 | 0 | 2 | 11 | 15 | −4  | 9  | Trận tranh hạng 5   |
| 4  | Oman       | 5  | 2 | 0 | 3 | 7  | 19 | −12 | 6  | Trận tranh hạng 7   |
| 5  | Thái Lan   | 5  | 1 | 0 | 4 | 4  | 27 | −23 | 3  | Trận tranh hạng 9   |
| 6  | Kazakhstan | 5  | 0 | 0 | 5 | 5  | 45 | −40 | 0  | Trận tranh hạng 11  |

### Vòng tranh huy chương
|  | Bán kết         | Bán kết         |                       |       | Tranh huy chương vàng | Tranh huy chương vàng |
|  |                 |                 |                       |       |                       |                       |
|  | 30 tháng 8      |                 |                       |       |                       |                       |
|  |                 |                 |                       |       |                       |                       |
|  | Ấn Độ           | 2 (6)           |                       |       |                       |                       |
|  | Ấn Độ           | 2 (6)           | 1 tháng 9             |       |                       |                       |
|  | Malaysia (l.l.) | 2 (7)           |                       |       |                       |                       |
|  | Malaysia (l.l.) | 2 (7)           | Malaysia              | 6 (1) |                       |                       |
|  | 30 tháng 8      |                 | Malaysia              | 6 (1) |                       |                       |
|  |                 | Nhật Bản (l.l.) | 6 (3)                 |       |                       |                       |
|  | Pakistan        | Nhật Bản (l.l.) | 6 (3)                 | 0     |                       |                       |
|  | Pakistan        |                 |                       | 0     |                       |                       |
|  | Nhật Bản        | 1               |                       |       |                       |                       |
|  | Nhật Bản        | 1               | Tranh huy chương đồng |       |                       |                       |
|  |                 |                 |                       |       |                       |                       |
|  | 1 tháng 9       |                 |                       |       |                       |                       |
|  |                 |                 |                       |       |                       |                       |
|  | Ấn Độ           | 2               |                       |       |                       |                       |
|  | Ấn Độ           | 2               |                       |       |                       |                       |
|  | Pakistan        | 1               |                       |       |                       |                       |

## Giải đấu Nữ
Giải đấu bao gồm hai giai đoạn; vòng sơ loại, sau đó là vòng chung kết.

### Vòng sơ loại

#### Bảng A
| VT | Đội               | ST | T | H | B | ĐT | ĐB | HS  | Đ  | Giành quyền tham dự |
| -- | ----------------- | -- | - | - | - | -- | -- | --- | -- | ------------------- |
| 1  | Nhật Bản          | 4  | 4 | 0 | 0 | 24 | 3  | +21 | 12 | Bán kết             |
| 2  | Trung Quốc        | 4  | 2 | 1 | 1 | 28 | 6  | +22 | 7  | Bán kết             |
| 3  | Malaysia          | 4  | 2 | 1 | 1 | 22 | 5  | +17 | 7  | Trận tranh hạng 5   |
| 4  | Đài Bắc Trung Hoa | 4  | 1 | 0 | 3 | 3  | 33 | −30 | 3  | Trận tranh hạng 7   |
| 5  | Hồng Kông         | 4  | 0 | 0 | 4 | 2  | 32 | −30 | 0  | Trận tranh hạng 9   |

#### Bảng B
| VT | Đội           | ST | T | H | B | ĐT | ĐB | HS  | Đ  | Giành quyền tham dự |
| -- | ------------- | -- | - | - | - | -- | -- | --- | -- | ------------------- |
| 1  | Ấn Độ         | 4  | 4 | 0 | 0 | 38 | 1  | +37 | 12 | Bán kết             |
| 2  | Hàn Quốc      | 4  | 3 | 0 | 1 | 17 | 4  | +13 | 9  | Bán kết             |
| 3  | Thái Lan      | 4  | 1 | 0 | 3 | 3  | 11 | −8  | 3  | Trận tranh hạng 5   |
| 4  | Indonesia (H) | 4  | 1 | 0 | 3 | 2  | 16 | −14 | 3  | Trận tranh hạng 7   |
| 5  | Kazakhstan    | 4  | 1 | 0 | 3 | 4  | 32 | −28 | 3  | Trận tranh hạng 9   |

### Vòng tranh huy chương
|  | Bán kết    | Bán kết |                       |   | Tranh huy chương vàng | Tranh huy chương vàng |
|  |            |         |                       |   |                       |                       |
|  | 29 tháng 8 |         |                       |   |                       |                       |
|  |            |         |                       |   |                       |                       |
|  | Nhật Bản   | 2       |                       |   |                       |                       |
|  | Nhật Bản   | 2       | 31 tháng 8            |   |                       |                       |
|  | Hàn Quốc   | 0       |                       |   |                       |                       |
|  | Hàn Quốc   | 0       | Nhật Bản              | 2 |                       |                       |
|  | 29 tháng 8 |         | Nhật Bản              | 2 |                       |                       |
|  |            | Ấn Độ   | 1                     |   |                       |                       |
|  | Ấn Độ      | Ấn Độ   | 1                     | 1 |                       |                       |
|  | Ấn Độ      |         |                       | 1 |                       |                       |
|  | Trung Quốc | 0       |                       |   |                       |                       |
|  | Trung Quốc | 0       | Tranh huy chương đồng |   |                       |                       |
|  |            |         |                       |   |                       |                       |
|  | 31 tháng 8 |         |                       |   |                       |                       |
|  |            |         |                       |   |                       |                       |
|  | Hàn Quốc   | 1       |                       |   |                       |                       |
|  | Hàn Quốc   | 1       |                       |   |                       |                       |
|  | Trung Quốc | 2       |                       |   |                       |                       |